# Doom Patrol (televíziós sorozat)
A Doom Patrol 2019 és 2023 között vetített amerikai televíziós sorozat, amely a DC Comics képregények azonos nevű szuperhős csapatán alapul. A sorozatot Jeremy Carver készítette a DC Universenek. A sorozat bemutatja Janet (Diane Guerrero), Rita Farrt (April Bowlby), Vic Stonet (Joivan Wade), Larry Trainort (Matt Bomer/Matthew Zuk), Cliff Steelet (Brendan Fraser/Riley Shanahan), és a Főnököt (Timothy Dalton), mint a Végzet Őrjárat tagjait. Habár Bowly, Bomer, és Fraser ugyanazt a szereplőt alakítja, mint a Titánok sorozatban, ettől függetlenül a két sorozat története teljesen különálló.
Az első évad 2019. február 15-én jelent meg a DC Universe-en. Az első évad befejezése után bejelentették, hogy a második évad epizódjait a DC Universe-en és az HBO Maxon egyidejűleg fogják megjelentetni 2020-ban.
2020 szeptemberében meghosszabbították a sorozatot kizárólagosan a HBO Maxra, 2021. szeptemberi premierdátummal. 2023 januárjában jelentették be a sorozat végét.

## Szereplők

### Főszereplők
| Szereplő                                 | Színész                                                                       | Magyar hang          | Évad |
| ---------------------------------------- | ----------------------------------------------------------------------------- | -------------------- | ---- |
| Zakkant Jane                             | Diane Guerrero                                                                | Bogdányi Titanilla   | 1–2  |
| Rita Farr / Gertrude Cramp / Elasztilány | April Bowlby                                                                  | Létay Dóra           | 1–2  |
| Eric Morden / Mr. Senki                  | Alan Tudyk                                                                    | Lux Ádám             | 1    |
| Larry Trainor / Negatív Ember            | Matt Bomer (Larry Trainor / Negatív Ember hangja) Matthew Zuk (Negatív Ember) | Dér Zsolt            | 1–2  |
| Cliff Steele / Robotember                | Brendan Fraser (Cliff Steele / Robotember hangja) Riley Shanahan (Robotember) | Csík Csaba Krisztián | 1–2  |
| Niles Caulder / A Főnök                  | Timothy Dalton                                                                | Rosta Sándor         | 1–2  |
| Victor "Vic" Stone / Kiborg              | Joivan Wade                                                                   | Renácz Zoltán        | 1–2  |

### Mellékszereplők
| Szereplő                                  | Színész                         | Magyar hang           | Évad |
| ----------------------------------------- | ------------------------------- | --------------------- | ---- |
| Sheryl Trainor                            | Julie McNiven                   | ?                     | 1–2  |
| John Bowers                               | Kyle Clements                   | ?                     | 1    |
| Silas Stone                               | Phil Morris                     | Dézsy Szabó Gábor     | 1–2  |
| Ezekiel, a csótány (hang)                 | Curtis Armstrong                | Kapácsy Miklós        | 1    |
| Steve Larson / Állati-növény-ásvány ember | Alec Mapa                       | Kisfalusi Lehel       | 1    |
| Elinor Stone                              | Charmin Lee                     | ?                     | 1    |
| Joshua Clay                               | Alimi Ballard                   | Fekete Zoltán         | 1    |
| Darren Jones                              | Jon Briddell                    | Czvetkó Sándor        | 1    |
| Flex Mentallo                             | Devan Chandler Long             | Varga Rókus           | 1–2  |
| Gyerek Clara Steele                       | Sydney Kowalske                 | ?                     | 1    |
| Charles Forsythe                          | Ethan McDowell                  | Gubányi György István | 1    |
| Gyerek Kay Challis                        | Skye Roberts                    | ?                     | 1–2  |
| Bump Weathers                             | Alan Heckner                    | Holl Nándor           | 1    |
| Clara Steele                              | Bethany Anne Lind               | ?                     | 1–2  |
| Apa                                       | David A MacDonald               | ?                     | 1–2  |
| Ernest Franklin / Szakállvadász           | Tommy Snider                    | ?                     | 1–2  |
| Dr. Heart                                 | Jonathan Baron                  | ?                     | 1    |
| Gwen                                      | Cynthia Barrett                 | ?                     | 1    |
| Baphomet (hang)                           | Chantelle Barry                 | ?                     | 1    |
| Elliot anyja / Nurnheim uralkodónője      | Lilli Birdsell                  | Ősi Ildikó            | 1    |
| Frank                                     | Tyler Buckingham                | ?                     | 1    |
| Kalapácsfej (hálózatbeli)                 | Stephanie Czajkowski            | ?                     | 1–2  |
| Giselle                                   | Ashley Dougherty                | ?                     | 1    |
| Charles                                   | Todd Allen Durkin               | Bodrogi Attila        | 1    |
| Titkárnő                                  | Jackie Goldston                 | ?                     | 1–2  |
| Penny Farthing (hálózatbeli)              | Anna Lore                       | Hermann Lilla         | 1    |
| Ferdinand                                 | Swift Rice                      | ?                     | 1    |
| Heinrich Von Fuchs                        | Julian Richings                 | Forgács Gábor         | 1    |
| Todd / Nurnheim uralkodója                | Michael Scialabba               | Holl Nándor           | 1    |
| Willoughby Kipling                        | Mark Sheppard                   | Tarján Péter          | 1–2  |
| Elliot Patterson                          | Ted Sutherland                  | ?                     | 1    |
| Dirk Ellis                                | Mac Wells                       | Bodrogi Attila        | 1    |
| Dolores Mentallo                          | Susan Williams                  | ?                     | 1    |
| Fekete Annis                              | Helen Abell                     | Bókai Mária           | 1    |
| Pretty Polly                              | Hannah Alline                   | ?                     | 1    |
| Billy                                     | Guilherme Apollonio             | Moser Károly          | 1    |
| Kórházi beteg                             | Edward Asner                    | Várday Zoltán         | 1    |
| Doug                                      | Brent Bailey                    | Dolmány Attila        | 1    |
| Idős Mento                                | Dave Bielawski                  | –                     | 1    |
| Pénztáros hölgy                           | April Billingsley               | Törtei Tünde          | 1    |
| Dr. Bertrand                              | Ezra Buzzington                 | Bardóczy Attila       | 1    |
| Wampus tábornok                           | Ritchie Crownfield              | Németh Gábor          | 1    |
| Idős Charles Forsythe                     | Ted Ferguson                    | ?                     | 1    |
| Idős John Bowers                          | Tom Fitzpatrick                 | Várday Zoltán         | 1    |
| Kate Steele                               | Katie Gunderson                 | Kisfalvi Krisztina    | 1–2  |
| Idős Arani Desai                          | Madhur Jaffrey                  | Bessenyei Emma        | 1    |
| Arani Desai / Celsius                     | Jasmine Kaur                    | ?                     | 1    |
| Steve Dayton / Mento                      | Will Kemp                       | Tokaji Csaba          | 1    |
| Elektro Lucy (hálózatbeli)                | Tara Lee                        | ?                     | 1–2  |
| Vance                                     | Mike Lutz                       | Moser Károly          | 1    |
| Morris Wilson / Maura Lee Karupt          | Alan Mingo Jr.                  | Törköly Levente       | 1–2  |
| Miranda                                   | Leela Owen                      | ?                     | 1    |
| Ezüstnyelvű (hálózatbeli)                 | Chelsea Alana Rivera            | Törtei Tünde          | 1–2  |
| Fiatal Dolores Mentallo                   | Haley Strode                    | ?                     | 1    |
| Dorothy Spinner                           | Abigail Shapiro                 | Mayer Szonja          | 2    |
| Gyerek Niles Caulder                      | Abigail Shapiro                 | Mayer Szonja          | 2    |
| RJ Steele                                 | Michael J. Harney               | Orosz István          | 2    |
| Porondmester                              | Mark Ashworth                   | Koncz István          | 2    |
| Roni Evers                                | Karen Obilom                    | Nádasi Veronika       | 2    |
| Paul Trainor                              | John Getz                       | Barbinek Péter        | 2    |
| Dr. Jonathan Tyme                         | Brandon Perea Dan Martin (hang) | Papucsek Vilmos       | 2    |
| Prédikátor                                | Tom Key                         | Katona Zoltán         | 2    |
| Red Jack                                  | Roger Floyd                     | ?                     | 2    |
| Gyertyaöntő (hang)                        | Lex Lang                        | Bácskai János         | 2    |
| Herschel (hang)                           | Brian T. Stevenson              | ?                     | 2    |
| Torture                                   | Tracey Bonner                   | Kocsis Mariann        | 2    |
| Kiss hadnagy                              | Michael Tourek                  | Sótonyi Gábor         | 2    |

### Magyar változat
A szinkront az HBO megbízásából a Direct Dub Studios készítette.
- Magyar szöveg: Győri Gergely (1. évad), Vajda Evelin (2. évad)
- Hangmérnök: Kis Pál (1. évad), Faragó Imre (1. évad), Halas Péter (2. évad)
- Vágó: Kis Pál (1. évad), Győrösi Gabriella (2. évad)
- Gyártásvezető: Bogdán Anikó (1. évad), Vigvári Ágnes (2. évad)
- Szinkronrendező: Pócsik Ildikó (1. évad), Szalay Csongor (2. évad)
- Produkciós vezető: Jávor Barbara
- Felolvasó: Korbuly Péter

## Epizódok
| Rész | Rész | Epizód | Eredeti sugárzás     | Eredeti sugárzás   | Eredeti adó          | Magyar sugárzás    | Magyar sugárzás    | Magyar adó |
| Rész | Rész | Epizód | Évadbemutató         | Évadzáró           | Eredeti adó          | Évadbemutató       | Évadzáró           | Magyar adó |
| ---- | ---- | ------ | -------------------- | ------------------ | -------------------- | ------------------ | ------------------ | ---------- |
|      | 1    | 15     | 2019. február 15.    | 2019. május 24.    |                      | 2019. június 5.    | 2019. június 5.    |            |
|      | 2    | 9      | 2020. június 25.     | 2020. augusztus 6. |                      | 2020. június 26.   | 2020. augusztus 7. |            |
|      | 3    | 10     | 2021. szeptember 23. | 2021. november 11. | 2021. szeptember 24. | 2021. november 12. |                    |            |
|      | 4    | 12     | 2022. december 8.    | 2023. november 9.  | 2022. december 8.    | 2023. november 10. |                    |            |

### 1. évad (2019)
| #   | Cím                | Rendező                    | Író                                                      | Premier                           |
| --- | ------------------ | -------------------------- | -------------------------------------------------------- | --------------------------------- |
| 1.  | Pilot              | Glen Winter                | Jeremy Carver                                            | 2019. február 15. 2019. június 5. |
| 2.  | Donkey Patrol      | Dermott Downs              | Neil Reynolds és Shoshana Sachi                          | 2019. február 22. 2019. június 5. |
| 3.  | Puppet Patrol      | Rachel Talalay             | Tamara Becher-Wilkinson és Tom Farrell                   | 2019. március 1. 2019. június 5.  |
| 4.  | Cult Patrol        | Stefan Pleszczynski        | Marcus Dalzine és Chris Dingess                          | 2019. március 8. 2019. június 5.  |
| 5.  | Paw Patrol         | Larry Teng                 | Shoshana Sachi                                           | 2019. március 15. 2019. június 5. |
| 6.  | Doom Patrol Patrol | Christopher Manley         | Tamara Becher-Wilkinson                                  | 2019. március 22. 2019. június 5. |
| 7.  | Therapy Patrol     | Rob Hardy                  | Neil Reynolds                                            | 2019. március 29. 2019. június 5. |
| 8.  | Danny Patrol       | Dermott Downs              | Tom Farrell                                              | 2019. április 5. 2019. június 5.  |
| 9.  | Jane Patrol        | Harry Jierjian             | Marcus Dalzine                                           | 2019. április 12. 2019. június 5. |
| 10. | Hair Patrol        | Salli Richardson-Whitfield | Eric Dietel                                              | 2019. április 19. 2019. június 5. |
| 11. | Frances Patrol     | Wayne Yip                  | April Fitzsimmons                                        | 2019. április 26. 2019. június 5. |
| 12. | Cyborg Patrol      | Carol Banker               | Robert Berens és Shoshana Sachi                          | 2019. május 3. 2019. június 5.    |
| 13. | Flex Patrol        | T.J. Scott                 | Tom Farrell és Tamara Becher-Wilkinson                   | 2019. május 10. 2019. június 5.   |
| 14. | Penultimate Patrol | Rebecca Rodriguez          | Chris Dingess                                            | 2019. május 17. 2019. június 5.   |
| 15. | Ezekiel Patrol     | Dermott Downs              | Tamara Becher-Wilkinson, Jeremy Carver és Shoshana Sachi | 2019. május 24. 2019. június 5.   |

### 2. évad (2020)
| Sor. | Év. | Cím                                 | Rendező            | Író                                    | Premier                                                                          |
| ---- | --- | ----------------------------------- | ------------------ | -------------------------------------- | -------------------------------------------------------------------------------- |
| 16.  | 1.  | Szórakozó Őrjárat (Fun Size Patrol) | Christopher Manley | Jeremy Carver és Shoshana Sachi        | 2020. június 25. 2020. június 26. (feliratos) 2020. október 6. (szinkronos)      |
| 17.  | 2.  | Tyme Őrjárat (Tyme Patrol)          | Harry Jierjian     | April Fitzsimmons és Neil Reynolds     | 2020. június 25. 2020. június 26. (feliratos) 2020. október 13. (szinkronos)     |
| 18.  | 3.  | Fájdalom Őrjárat (Pain Patrol)      | Samira Radsi       | Tom Farrell és Tamara Becher-Wilkinson | 2020. június 25. 2020. június 26. (feliratos) 2020. október 20. (szinkronos)     |
| 19.  | 4.  | Szex Őrjárat (Sex Patrol)           | Omar Madha         | Eric Dietel és Tanya Steele            | 2020. július 2. 2020. július 3. (feliratos) 2020. október 27. (szinkronos)       |
| 20.  | 5.  | Ujj Őrjárat (Finger Patrol)         | Glen Winter        | Chris Dingess és Shoshana Sachi        | 2020. július 9. 2020. július 10. (feliratos) 2020. november 3. (szinkronos)      |
| 21.  | 6.  | Űr Őrjárat (Space Patrol)           | Kristin Windell    | Neil Reynolds                          | 2020. július 16. 2020. július 17. (feliratos) 2020. november 10. (szinkronos)    |
| 22.  | 7.  | Néma Őrjárat (Dumb Patrol)          | Jessica Lowrey     | Tamara Becher-Wilkinson és Eric Dietel | 2020. július 23. 2020. július 24. (feliratos) 2020. november 17. (szinkronos)    |
| 23.  | 8.  | Apa Őrjárat (Dad Patrol)            | Amanda Row         | Tom Farrell és April Fitzsimmons       | 2020. július 30. 2020. július 31. (feliratos) 2020. november 24. (szinkronos)    |
| 24.  | 9.  | Viasz Őrjárat (Wax Patrol)          | Christopher Manley | Chris Dingess és Tanya Steele          | 2020. augusztus 6. 2020. augusztus 7. (feliratos) 2020. december 1. (szinkronos) |

### 3. évad (2021)
| Sor. | Év. | Cím                  | Rendező            | Író                                                    | Premier                                                                               |
| ---- | --- | -------------------- | ------------------ | ------------------------------------------------------ | ------------------------------------------------------------------------------------- |
| 25.  | 1.  | Possibilities Patrol | Dermott Downs      | Tamara Becher-Wilkinson, Eric Dietel és Shoshana Sachi | 2021. szeptember 23. 2021. szeptember 24. (feliratos) 2021. december 7. (szinkronos)  |
| 26.  | 2.  | Vacay Patrol         | Christopher Manley | Tom Farrell                                            | 2021. szeptember 23. 2021. szeptember 24. (feliratos) 2021. december 14. (szinkronos) |
| 27.  | 3.  | Dead Patrol          | Christopher Manley | Jeremy Carver és Steve Yockey                          | 2021. szeptember 23. 2021. szeptember 24. (feliratos) 2021. december 21. (szinkronos) |
| 28.  | 4.  | Undead Patrol        | Kristin Windell    | Tamara Becher-Wilkinson                                | 2021. szeptember 30. 2021. október 1. (feliratos) 2021. december 28. (szinkronos)     |
| 29.  | 5.  | Dada Patrol          | Kristin Windell    | Shoshana Sachi                                         | 2021. október 7. 2021. október 8. (feliratos) 2022. január 4. (szinkronos)            |
| 30.  | 6.  | 1917 Patrol          | Omar Madha         | April Fitzsimmons                                      | 2021. október 14. 2021. október 15. (feliratos) 2022. január 11. (szinkronos)         |
| 31.  | 7.  | Bird Patrol          | Omar Madha         | Ezra Claytan Daniels                                   | 2021. október 21. 2021. október 22. (feliratos) 2022. január 18. (szinkronos)         |
| 32.  | 8.  | Subconscious Patrol  | Rebecca Rodriguez  | Tanya Steele                                           | 2021. október 28. 2021. október 29. (feliratos) 2022. január 25. (szinkronos)         |
| 33.  | 9.  | Evil Patrol          | Rebecca Rodriguez  | Eric Dietel                                            | 2021. november 4. 2021. november 5. (feliratos) 2022. február 1. (szinkronos)         |
| 34.  | 10. | Amends Patrol        | Harry Jierjian     | Chris Dingess                                          | 2021. november 11. 2021. november 12. (feliratos) 2022. február 8. (szinkronos)       |

### 4. évad (2022-2023)
| Sor. | Év. | Cím               | Rendező            | Író                                    | Premier                              |
| ---- | --- | ----------------- | ------------------ | -------------------------------------- | ------------------------------------ |
| 35.  | 1.  | Doom Patrol       | Christopher Manley | Tamara Becher-Wilkinson                | 2022. december 8.                    |
| 36.  | 2.  | Butt Patrol       | Christopher Manley | Eric Dietel                            | 2022. december 8.                    |
| 37.  | 3.  | Nostalgia Patrol  | Kristin Windell    | Tanya Steele                           | 2022. december 15.                   |
| 38.  | 4.  | Casey Patrol      | Kristin Windell    | Tom Farrell                            | 2022. december 22.                   |
| 39.  | 5.  | Youth Patrol      | Christopher Manley | Shoshana Sachi                         | 2022. december 29.                   |
| 40.  | 6.  | Hope Patrol       | Christopher Manley | Ezra Claytan Daniels                   | 2023. január 5.                      |
| 41.  | 7.  | Orqwith Patrol    | Bosede Williams    | Tamara Becher-Wilkinson és Bob Barth   | 2023. október 12. 2023. október 13.  |
| 42.  | 8.  | Fame Patrol       | Bosede Williams    | Eric Dietel                            | 2023. október 12. 2023. október 13.  |
| 43.  | 9.  | Immortimas Patrol | Omar Madha         | Aliza Berger és Talia Berger           | 2023. október 19. 2023. október 20.  |
| 44.  | 10. | Tomb Patrol       | Omar Madha         | Akaylah Ellison és Tom Farrell         | 2023. október 26. 2023. október 27.  |
| 45.  | 11. | Portal Patrol     | Christopher Manley | Chris Dingess                          | 2023. november 2. 2023. november 3.  |
| 46.  | 12. | Done Patrol       | Christopher Manley | Shoshana Sachi és Ezra Claytan Daniels | 2023. november 9. 2023. november 10. |

## Arrowverzum
Jane , Rita Farr , Victor "Vic" Stone , Larry Trainor és Cliff Steele cameo elejéig feltűnnek a The CW Arrowverzum crossoverében, a Végtelen világok válságában. A crossover visszamenőleg megalapozza a sorozat világát Föld-21 néven.